# فرماندهی جنگ ویژه ارتش جمهوری کره
فرماندهی جنگ ویژه ارتش جمهوری کره (کره‌ای: 대한민국 육군 특수전사령부 or 특전사) یگان عملیات ویژه و ضدتروریسم زیرمجموعه ارتش جمهوری کره است، که در سال ۱۹۵۸ تأسیس شد.